# جنگل‌داری اجتماعی در هند

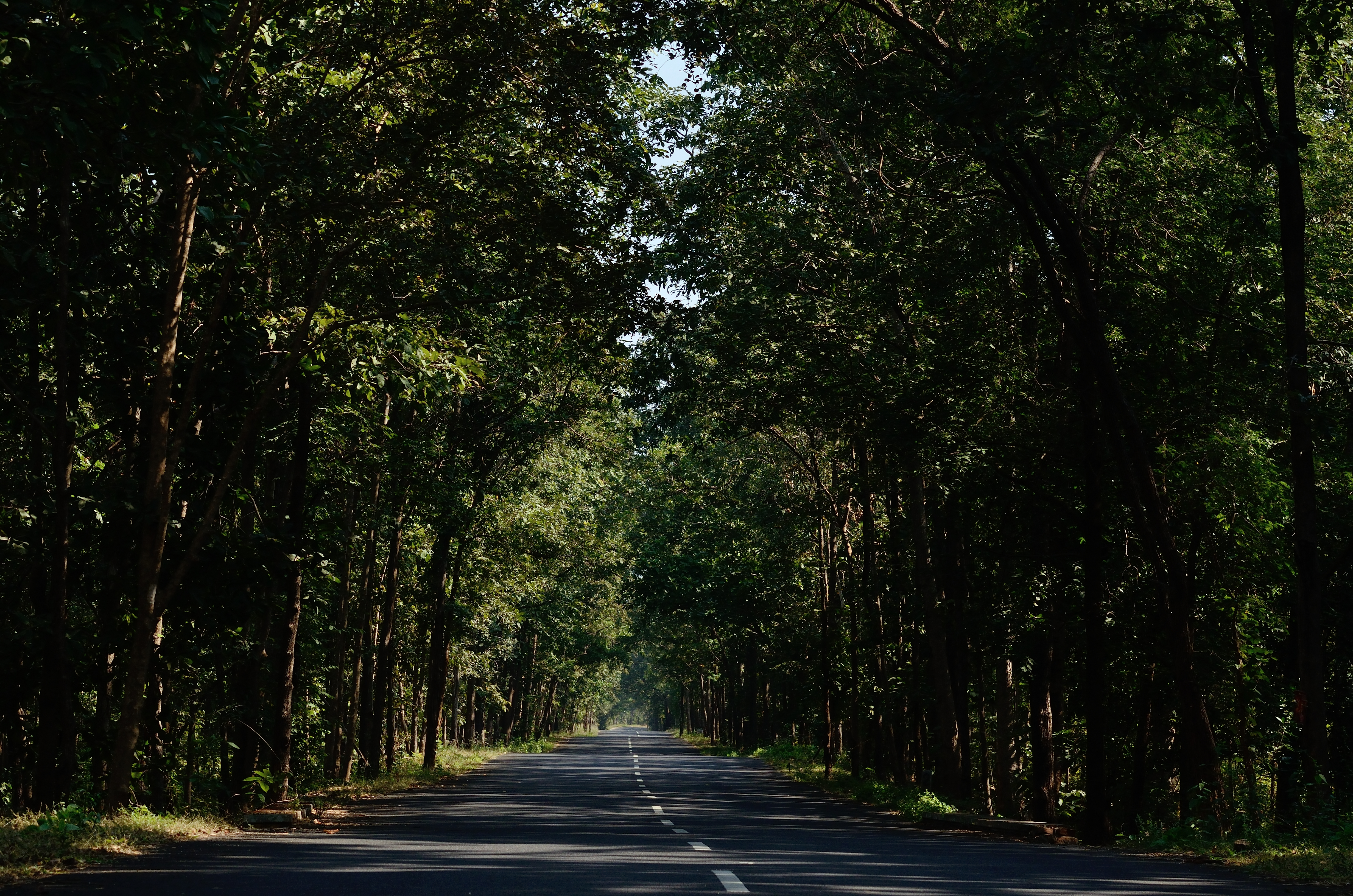
جنگل‌داری اجتماعی در نزدیکی Mothugudem منطقه خَمام در آندرا پرادش، هند

جنگل‌داری اجتماعی (به انگلیسی: Social forestry) مدیریت و حمایت از جنگل‌ها و جنگل‌کاری اراضی بایر و جنگل‌زدایی با هدف کمک به توسعه زیست‌محیطی، اجتماعی و روستایی است. اصطلاح جنگل‌داری اجتماعی برای نخستین بار در سال ۱۹۷۶ توسط کمیسیون ملی کشاورزی به کار رفت، زمانی که دولت هند با هدف کاهش فشار بر جنگل‌ها با کاشت درخت در تمام اراضی بلااستفاده و آیش، از آن استفاده کرد. این به عنوان یک رویکرد دموکراتیک برای حفاظت و استفاده از جنگل، برای به حداکثر رساندن بهره‌برداری از زمین برای اهداف چندگانه در نظر گرفته شده بود.